# Liste der Fahnenträger der Olympischen Winterspiele 1968

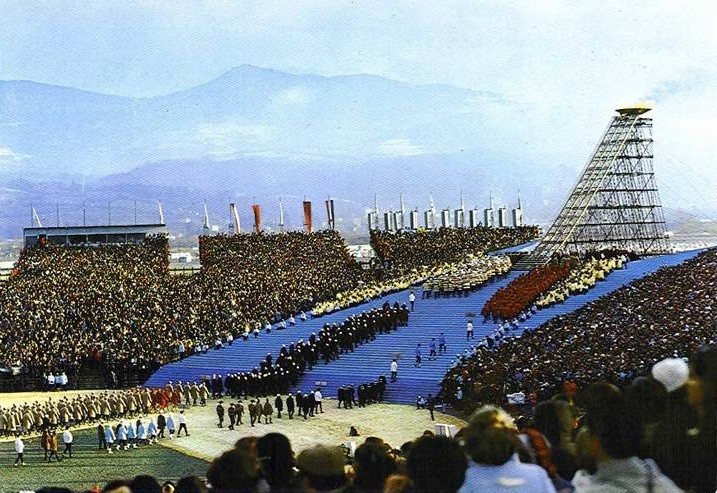
Einmarsch der Nationen

Die Liste der Fahnenträger der Olympischen Winterspiele 1968 führt die Fahnenträger bei der Eröffnungsfeier auf.
Beim Einmarsch der Nationen zogen Athleten aller teilnehmenden Länder in das Stade olympique de Grenoble ein. Bei der Eröffnungsfeier wurden die einzelnen Teams von einem Fahnenträger aus den Reihen ihrer Sportler oder Offiziellen angeführt, der entweder von ihrem jeweiligen Nationalen Olympischen Komitee (NOK) oder von den Athleten selbst bestimmt wurde.

## Reihenfolge
Der griechischen Mannschaft wurde traditionell der Platz an vorderster Stelle gewährt, ein Sonderstatus, der aus der Ausrichtung der antiken und ersten Spiele der Moderne in Griechenland herrührt. Die französische Mannschaft marschierte als Gastgebernation zuletzt ein. Die anderen Länder betraten das Stadion in alphabetischer Reihenfolge in der Sprache der Gastgebernation, in diesem Fall Französisch. Diese Reihenfolge entspricht sowohl der Tradition als auch den Statuten des Internationalen Olympischen Komitees (IOK).

## Liste der Fahnenträger
Nachfolgend führt eine Liste die Fahnenträger der Eröffnungsfeier aller teilnehmenden Nationen auf, sortiert nach der Abfolge ihres Einmarsches. Die Liste ist zudem sortierbar nach ihrem Staatsnamen, nach Mannschaftskürzel, nach Anzahl der Athleten, nach dem Nachnamen des Fahnenträgers und dessen Sportart.

### Nach Nationen
| Abfolge | Nationalmannschaft | Deutscher Name        | Kürzel | Athleten | Eröffnungsfeier       | Eröffnungsfeier                     |
| Abfolge | Nationalmannschaft | Deutscher Name        | Kürzel | Athleten | Fahnenträger          | Sportart                            |
| ------- | ------------------ | --------------------- | ------ | -------- | --------------------- | ----------------------------------- |
| 1       | Griechenland       | Grèce                 | GRE    | 3        | Dimitrios Pappos      | Ski Alpin                           |
| 2       | BR Deutschland     | Allemagne             | ALL    | 87       | Hans Plenk            | Rennrodeln                          |
| 3       | DDR                | Allemagne de l’Est    | ADE    | 57       | Thomas Köhler         | Rennrodeln                          |
| 4       | Argentinien        | Argentine             | ARG    | 5        | Edgar Macaya          | Ski Alpin                           |
| 5       | Australien         | Australie             | AUS    | 3        | Malcolm Milne         | Ski Alpin                           |
| 6       | Österreich         | Autriche              | AUT    | 76       | Emmerich Danzer       | Eiskunstlauf                        |
| 7       | Bulgarien          | Bulgarie              | BUL    | 6        |                       |                                     |
| 8       | Kanada             | Canada                | CAN    | 70       | Nancy Greene          | Ski Alpin                           |
| 9       | Chile              | Chili                 | CHI    | 4        |                       |                                     |
| 10      | Südkorea           | Corée                 | KOR    | 8        |                       |                                     |
| 11      | Dänemark           | Danemark              | DAN    | 3        | Kirsten Carlsen       | Skilanglauf                         |
| 12      | Spanien            | Espagne               | ESP    | 20       | Aurelio García Oliver | Ski Alpin                           |
| 13      | Vereinigte Staaten | États-Unis d’Amérique | USA    | 96       | Richard McDermott     | Eisschnelllauf                      |
| 14      | Finnland           | Finlande              | FIN    | 52       | Veikko Kankkonen      | Skispringen                         |
| 15      | Großbritannien     | Grande-Bretagne       | GBR    | 38       | Robin Dixon           | Bob                                 |
| 16      | Ungarn             | Hongrie               | HUN    | 10       | Mihály Martos         | Eisschnelllauf                      |
| 17      | Indien             | Inde                  | IND    | 1        |                       |                                     |
| 18      | Iran               | Iran                  | IRA    | 4        | Ovaness Meguerdonian  | Ski Alpin                           |
| 19      | Island             | Islande               | ISL    | 4        | Kristinn Benediktsson | Ski Alpin                           |
| 20      | Italien            | Italie                | ITA    | 52       | Clotilde Fasolis      | Ski Alpin                           |
| 21      | Japan              | Japon                 | JPN    | 61       | Takaaki Kaneiri       | Eishockey                           |
| 22      | Libanon            | Liban                 | LBN    | 3        |                       |                                     |
| 23      | Liechtenstein      | Liechtenstein         | LIC    | 9        | Martha Bühler         | Ski Alpin                           |
| 24      | Marokko            | Maroc                 | MAR    | 5        |                       |                                     |
| 25      | Mongolei           | Mongolie              | MON    | 7        | Luwsanscharawyn Tsend | Eisschnelllauf                      |
| 26      | Norwegen           | Norvège               | NOR    | 65       | Bjørn Wirkola         | Skispringen                         |
| 27      | Neuseeland         | Nouvelle-Zélande      | NZE    | 6        | Thomas Huppert        | Ski Alpin                           |
| 28      | Niederlande        | Pays-Bas              | HOL    | 9        | Christina Baas-Kaiser | Eisschnelllauf                      |
| 29      | Polen              | Pologne               | POL    | 31       | Stanisław Szczepaniak | Biathlon                            |
| 30      | Rumänien           | Roumanie              | RUM    | 30       | Beatrice Huștiu       | Eiskunstlauf                        |
| 31      | Schweden           | Suède                 | SWE    | 68       | Barbro Martinsson     | Skilanglauf                         |
| 32      | Schweiz            | Suisse                | SUI    | 34       | Alois Kälin           | Skilanglauf / Nordische Kombination |
| 33      | Tschechoslowakei   | Tchécosloaquie        | TCH    | 48       | Jiří Raška            | Skispringen                         |
| 34      | Türkei             | Turquie               | TUR    | 11       | Özer Ateşçi           | Ski Alpin                           |
| 35      | Sowjetunion        | U.R.S.S.              | URS    | 74       | Wiktor Mamatow        | Biathlon                            |
| 36      | Jugoslawien        | Yougoslavie           | JUG    | 30       |                       |                                     |
| 37      | Frankreich         | France                | FRA    | 75       | Gilbert Poirot        | Skispringen                         |

### Nach Sportarten
| Sportart              | Nationen | Anzahl |
| --------------------- | --- | ------ |
| Biathlon              | Polen – Sowjetunion | 2      |
| Bob                   | Großbritannien | 1      |
| Eishockey             | Japan | 1      |
| Eiskunstlauf          | Österreich – Rumänien | 2      |
| Eisschnelllauf        | Mongolei – Niederlande – Ungarn – Vereinigte Staaten                                                                       | 4      |
| Nordische Kombination | Schweiz | 1      |
| Rennrodeln            | BR Deutschland – DDR | 2      |
| Ski Alpin             | Argentinien – Australien – Griechenland – Iran – Island – Italien – Kanada – Liechtenstein – Neuseeland – Spanien – Türkei | 11     |
| Skilanglauf           | Dänemark – Schweden – Schweiz                                                                                              | 3      |
| Skispringen           | Finnland – Frankreich – Norwegen – Tschechoslowakei                                                                        | 4      |
| unbekannt             | Bulgarien – Chile – Indien – Jugoslawien – Libanon – Marokko – Südkorea                                                    | 7      |